# Ardisia nervosa
Ardisia nervosa är en viveväxtart som beskrevs av Fletcher. Ardisia nervosa ingår i släktet Ardisia och familjen viveväxter. Inga underarter finns listade i Catalogue of Life.